# 坦佩雷大学 (1925—2018年)
坦佩雷大学（芬蘭語：Tampereen yliopisto，缩写字母为或）位于芬兰坦佩雷偏重于社会科学的大学。大学的学生数量约为一万五千人。大学在波里有一个分校。2019年1月1日，坦佩雷大学与坦佩雷理工大学合并成立新的坦佩雷大学。

## 院系
坦佩雷大学有9个学院：
- 生物医学技术学院（BioMediTech）
- 公关媒体戏剧学院（School of Communication, Media and Theatre）
- 教育学院（School of Education）
- 健康科学学院（School of Health Sciences）
- 人文社会科学学院（School of Humanities and Social Sciences）
- 信息科学学院（School of Information Sciences）
- 语言翻译文学学院（School of Language, Translation Studies and Literary Studies）
- 医学院（School of Medicine）
- 管理学院（School of Management）